# Estoa jónica (Mileto)
Estoa jónica es el nombre utilizado para designar una antigua estoa, o sala con columnas, de la ciudad de Mileto, en Asia Menor, en la actual Turquía.

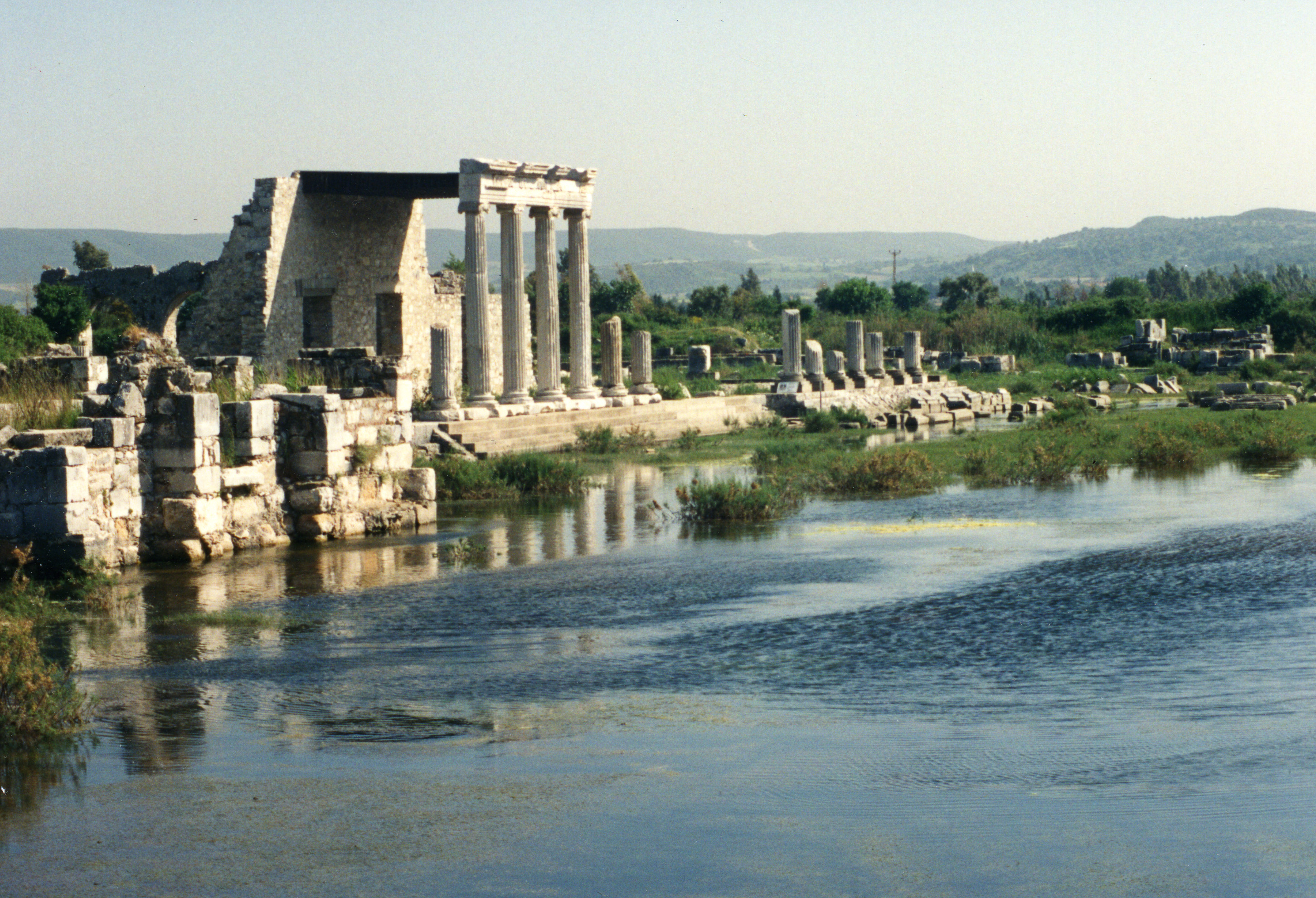
Ruinas de la Estoa jónica y de la zona de la Vía sagrada durante la inundación.

Se construyó durante el período romano de la dinastía Flavia, entre los años 69-96 d. C., y se modificó de nuevo bajo el emperador Trajano entre los años 98-117 d. C. Estaba situada en el centro de Mileto, en el lado oriental de la llamada «Vía sagrada» que conducía de la ciudad a Dídima, y se construyó frente a las termas de Capito y el gimnasio de Eudemo.
Formaba así la columnata oriental de la Vía sagrada, donde la columnata occidental estaba conectada con el ágora norte de la ciudad.
Medía unos 100 m de largo y unos 14 m de profundidad. Era de estilo jonio, del que toma su nombre actual, y se calcula que tenía 35 columnas en su fachada lateral. Estaba construida sobre un crepidoma relativamente alta de siete niveles. Detrás había 19 habitaciones en fila. También había acceso a los termas de Capito.
Una pequeña parte de la estoa, incluidas cuatro columnas jónicas y un muro, ha sido restaurada en su emplazamiento original. En la actualidad, el edificio es uno de los lugares más espectaculares de la zona arqueológica de Mileto. Según la época del año, las ruinas están a veces inundadas.